# Katharina Geigenmüller
Katharina Geigenmüller (* 6. November 1890 in Mittweida; † 9. August 1964 ebenda) war eine deutsche Malerin der Verschollenen Generation.

## Leben und Werk
Katharina (auch Catharina) Geigenmüller war die Tochter des Oberlehrers am Technikum Mittweida Gustav Robert Geigenmüller (1848–1916) und seiner Ehefrau Auguste Helene Ulbricht (1859–1928). Sie studierte an der Dresdner Kunstakademie und von 1913 bis 1920 an der Großherzoglich Sächsischen Hochschule für Bildende Kunst bzw. am Bauhaus Weimar. Für 1920 ist als ihr Wohnsitz Leipzig-Gohlis, Poetenweg 7, nachgewiesen. Nach dem Studium arbeitete Katharina Geigenmüller als freischaffende Künstlerin. 1925 war sie auf der zehnten Jahresausstellung des 1912 u. a. von Max Klinger und Johannes Hartmann gegründeten sezessionistischen Vereins Leipziger Jahresausstellung im Städtischen Museum am Augustusplatz in Leipzig vertreten. Sie unterhielt freundschaftliche Beziehung zu Marianne Brandt und Käthe Kollwitz.
Das Adressbuch für Mittweida verzeichnet sie 1937/1938 als akademische Malerin mit ihrer Schwester Margarethe in der Weitzelstraße 12.
Den Nazis galt ihre Kunst als „entartet“.
In der DDR war Katharina Geigenmüller Mitglied des Verbands Bildender Künstler, blieb aber unangepasst. Sie verstarb verarmt.
Arbeiten und Dokumente von Katharina Geigenmüller befinden sich im Bestand des Museums „Alte Pfarrhäuser“ in Mittweida.

## Werke (Auswahl)
- Orpheus und Eurydike (Öl auf Leinwand, 111,5 × 95,5 cm)[4]
- Weiblicher Halbakt (Öl auf Papier, 56 × 50 cm)[5]
- Stadtlandschaft im Winter (Öl auf Leinwand; 55 × 81 cm; Museum Kunst der Verlorenen Generation, Salzburg)[6]

## Ausstellungen (unvollständig)

### Postume Einzelausstellung
- 2010: Mittweida, Museum Alte Pfarrhäuser

### Ausstellungsbeteiligungen
- 1963: Karl-Marx-Stadt, Museum am Theaterplatz („10 Jahre Architektur, bildende Kunst und bildnerisches Volksschaffen in Karl-Marx-Stadt“)[7]

- postum 1984/1985: Karl-Marx-Stadt, Städtisches Museum am Theaterplatz („Retrospektive 1945 – 1984. Bildende Kunst im Bezirk Karl-Marx-Stadt“)
- postum 1985: Erfurt, Gelände der Internationalen Gartenbauausstellung („Künstler im Bündnis“)